# Биће скоро пропаст света
Биће скоро пропаст света је југословенски филм из 1968. године. Режирао га је Александар Петровић, који је написао и сценарио. Припада остварењима црног таласа.
Југословенска кинотека у сарадњи са Авала студиос је дигитално обновила овај филм.
Премијера дигитализоане копије jе одржана 22. августа 2024 године.

## Радња
У једном војвођанском селу кафеџија је у свађи са свињарем. Да би му се осветио, кафеџија са друговима наговори полупијаног свињара да се ожени интелектуално ометеном девојком. У међувремену, у село долази млада учитељица у коју се свињар заљуби. Мислећи да му сада жена смета, он је убије. Његов отац прима кривицу на себе, али, временом, сељаци открију правог убицу, намаме га у звоник, вежу га међу звона и свињар умире растргнут.

## Улоге
| Глумац                  | Улога                      |
| ----------------------- | -------------------------- |
| Ани Жирардо             | Реза                       |
| Иван Палих              | Триша                      |
| Мија Алексић            | Јошка                      |
| Ева Рас                 | Гоца                       |
| Драгомир Бојанић Гидра  | Пилот Миле Симић „Миланче“ |
| Петар Банићевић         | Јошкин пријатељ            |
| Божидар Павићевић Лонга | Аутомеханичар              |
| Столе Аранђеловић       | Кондуктер у возу           |
| Марко Николић           | Азиз                       |
| Миливоје Томић          | Становник села             |
| Златибор Стоимиров      | Гост у кафани              |
| Тоша Јовановић          | Виолиниста                 |
| Ђорђе Владисављевић     | Басиста                    |
| Милорад Мајић           |                            |
| Гордана Јовановић       |                            |
| Ранко Брадић            |                            |
| Никола Шолаја           |                            |
| Бора Попов              |                            |
| Жарко Мержан            |                            |
| Клауди Лаугер           |                            |

## Гост у филму
- Велимир Бата Живојиновић - Камуфлирани инспектор

## Занимљивости
- Аутор слика коришћених у филму је Мартин Јонаш.
- Аутор филма је био инспирисан романом „Зли дуси“ од Достојевског.
- Филм подсећа на мјузикл јер цео филм прате „бећарци“.

## Културно добро
Југословенска кинотека је, у складу са својим овлашћењима на основу Закона о културним добрима, 28. децембра 2016. године прогласила сто српских играних филмова (1911-1999) за културно добро од великог значаја. На тој листи се налази и филм "Биће скоро пропаст света".